# ایوانز نیارکو
ایوانز نیارکو (انگلیسی: Evans Nyarko؛ زادهٔ ۶ ژوئیهٔ ۱۹۹۲) بازیکن فوتبال اهل آلمان است.
از باشگاه‌هایی که در آن بازی کرده‌است می‌توان به باشگاه فوتبال هولشتاین کیل و باشگاه فوتبال فورتونا دوسلدورف اشاره کرد.